# マット・ライアン (バスケットボール)
マシュー・リチャード・ライアン（Matthew Richard Ryan, 1997年4月17日 - ）は、アメリカ合衆国ニューヨーク州ホワイト・プレインズ出身のプロバスケットボール選手。NBAのニューヨーク・ニックスに所属している。ポジションはスモールフォワードまたはパワーフォワード。

## 経歴

### カレッジ
ノートルダム大学で1年間、ヴァンダービルト大学で2年間、テネシー大学チャタヌーガ校で1年間プレーした後、2020年のNBAドラフトへエントリーしたが、どこからも指名されなかった。

### グランドラピッズ・ゴールド
2020-21シーズンはどこのチームにも所属しなかった。
2021年8月にクリーブランド・キャバリアーズの一員としてサマーリーグに参加し、その後9月27日にデンバー・ナゲッツとの契約に合意した。しかし10月11日に解雇され、28日にGリーグのグランドラピッズ・ゴールドと契約した。

### ボストン・セルティックス
2022年2月28日にボストン・セルティックスとのツーウェイ契約に合意した。4月10日のメンフィス・グリズリーズ戦でNBAデビューを果たしたが、セルティックスでの出場はこの1試合のみであった。

### ロサンゼルス・レイカーズ
2022年9月26日にロサンゼルス・レイカーズとの単年契約に合意した。
2022-23シーズンはプレシーズンマッチで活躍し、開幕ロースターに残った。シーズン開幕後、11月2日のニューオーリンズ・ペリカンズ戦の第4Q残り1.6秒の場面で、同点に追いつく劇的なブザービーターの3ポイントシュートを成功させた。しかし、12月1日に解雇された。

### ミネソタ・ティンバーウルブズ
2022年12月8日にミネソタ・ティンバーウルブズとのツーウェイ契約に合意した。
2023年9月28日にウルブズと再びツーウェイ契約に合意したが、10月20日に解雇された。

### ニューオーリンズ・ペリカンズ
10月22日にニューオーリンズ・ペリカンズとのツーウェイ契約に合意し、2024年4月13日にペリカンズとの本契約に合意した。8月24日にペリカンズから解雇されたが、3日後に再契約に合意した。しかし、10月11日にペリカンズから解雇された。

### ニューヨーク・ニックス
11月4日にニューヨーク・ニックスとの契約に合意した。

## 人物
プロ入り後間もない頃はバスケの収入だけでは生活費が足りず、ドアダッシュの配達員のアルバイトをしていた。

## 個人成績

### NBA

#### レギュラーシーズン
| シーズン | チーム | GP | GS | MPG  | FG%  | 3P%  | FT%  | RPG | APG | SPG | BPG | PPG |
| -------- | ------ | -- | -- | ---- | ---- | ---- | ---- | --- | --- | --- | --- | --- |
| 2021–22  | BOS    | 1  | 0  | 5.0  | .200 | .200 | ---  | .0  | .0  | 1.0 | .0  | 3.0 |
| 2022–23  | LAL    | 12 | 0  | 10.8 | .306 | .371 | .800 | 1.2 | .3  | .2  | .0  | 3.9 |
| 2022–23  | MIN    | 22 | 0  | 8.2  | .424 | .388 | .857 | .5  | .5  | .1  | .0  | 3.4 |
| 2023–24  | NOP    | 28 | 1  | 13.9 | .434 | .451 | .929 | 1.4 | .6  | .2  | .0  | 5.4 |
| 通算     | 通算   | 63 | 1  | 11.2 | .398 | .411 | .885 | 1.0 | .5  | .2  | .0  | 4.4 |

#### プレーオフ
| シーズン | チーム | GP | GS | MPG | FG%  | 3P%  | FT% | RPG | APG | SPG | BPG | PPG |
| -------- | ------ | -- | -- | --- | ---- | ---- | --- | --- | --- | --- | --- | --- |
| 2024     | NOP    | 1  | 0  | 2.5 | .000 | .000 | --- | 1.0 | .0  | 1.0 | .0  | .0  |
| 通算     | 通算   | 1  | 0  | 2.5 | .000 | .000 | --- | 1.0 | .0  | 1.0 | .0  | .0  |

### カレッジ
| シーズン | チーム         | GP  | GS | MPG  | FG%  | 3P%  | FT%  | RPG | APG | SPG | BPG | PPG  |
| -------- | -------------- | --- | -- | ---- | ---- | ---- | ---- | --- | --- | --- | --- | ---- |
| 2015-16  | ノートルダム   | 36  | 4  | 14.5 | .417 | .374 | .792 | 1.7 | .5  | .3  | .1  | 5.1  |
| 2016-17  | ノートルダム   | 36  | 0  | 7.9  | .434 | .434 | .900 | .9  | .4  | .2  | .0  | 3.6  |
| 2018–19  | バンダービルト | 29  | 25 | 24.9 | .347 | .328 | .750 | 2.7 | .9  | .3  | .1  | 8.1  |
| 2019–20  | チャタヌーガ   | 33  | 33 | 30.6 | .423 | .359 | .879 | 4.9 | 1.9 | .4  | .1  | 15.4 |
| 通算     | 通算           | 134 | 62 | 18.9 | .404 | .363 | .842 | 2.5 | .9  | .3  | .1  | 7.9  |